# باغلوجة (شاهين دج)
باغلوجة هي قرية في مقاطعة شاهين دج، إيران. عدد سكان هذه القرية هو 101 في سنة 2006.